# Borger (Texas)
Borger ist eine Stadt im Hutchinson County im US-Bundesstaat Texas in den Vereinigten Staaten von Amerika. Das U.S. Census Bureau hat bei der Volkszählung 2020 eine Einwohnerzahl von 12.551 ermittelt.

## Geographie
Die Stadt liegt im Norden von Texas, im Texas Panhandle, etwa 70 km nordöstlich von Amarillo, an der Zusammenführung der Texas State Routes 136, 152 und 207, ist etwa 50 km von Oklahoma entfernt und hat eine Gesamtfläche von 22,6 km2, wobei 0,24 km2 Wasserfläche sind. Die nächsten Orte, im Umkreis von 40 km, sind: Sanford, Stinnett, Fritch, Skellytown, Panhandle, White Deer, Morse und Pampa.

## Geschichte
Gegründet und benannt wurde die Stadt 1926 nach A. P. „Ace“ Borger, einem aus Missouri stammenden und damals bereits in Oklahoma bekannten Grundstücksspekulanten, zusammen mit seinem Partner John R. Miller, dem späteren Bürgermeister der Stadt. Diese kauften im März des gleichen Jahres, nach den ersten vielversprechenden Erdölfunden, ein Gelände von 240 Acre am Canadian River im Süden des County.
Innerhalb von drei Monaten war das Gelände in einzelne Grundstücke aufgeteilt und wieder verkauft. In der gleichen Zeit hatte das schwarze Gold rund 45.000 Menschen in die neue Stadt gebracht, was nur mit dem kalifornischen Goldrausch zu vergleichen war. Im Frühjahr 1927 entsandte Gouverneur Dan Moody eine Abteilung Texas Ranger in die Stadt um dem Gesetz Geltung zu verschaffen, was aber erst den 1929 entsandten Truppen gelang.
Nach den Jahren der Großen Depression war die Einwohnerzahl 1943 wieder auf rund 14.000 gesunken, stieg bis 1960 wieder auf über 20.000 und ist bis zum Jahr 2000 auf 14.302 Einwohner gefallen.

## Demographische Daten
Nach der Volkszählung im Jahr 2000 lebten hier 14.302 Menschen in 5.591 Haushalten und 3.997 Familien. Die Bevölkerungsdichte betrug 632,5 Einwohner pro km2. Ethnisch betrachtet setzt sich die Bevölkerung zusammen aus 82,75 % weißer Bevölkerung, 3,66 % Afroamerikanern, 1,33 % amerikanischen Ureinwohnern, 0,43 % Asiaten, 0,03 % Bewohnern aus dem pazifischen Inselraum und 9,36 % aus anderen ethnischen Gruppen. Etwa 2,44 % stammen von zwei oder mehr Rassen ab und 19,70 % der Bevölkerung sind Spanier oder Lateinamerikaner.
Von den 5.591 Haushalten hatten 34,9 % Kinder unter 18 Jahre, die im Haushalt lebten. 57,9 % davon waren verheiratete, zusammenlebende Paare. 10,0 % waren allein erziehende Mütter und 28,5 % waren keine Familien. 26,5 % aller Haushalte waren Singlehaushalte und in 13,2 % lebten Menschen, die 65 Jahre oder älter waren. Die Durchschnittshaushaltsgröße betrug 2,52 und die durchschnittliche Größe einer Familie 3,20 Personen.
27,8 % der Bevölkerung waren unter 18 Jahre alt, 9,8 % von 18 bis 24, 25,4 % von 25 bis 44, 20,9 % von 45 bis 64, und 16,1 % die 65 Jahre oder älter waren. Das Durchschnittsalter war 36 Jahre. Auf 100 weibliche Personen aller Altersgruppen kamen 95,3 männliche Personen. Auf 100 Frauen im Alter von 18 Jahren und darüber kamen 91,2 Männer.
Das jährliche Durchschnittseinkommen eines Haushalts betrug 34.653 USD, das Durchschnittseinkommen einer Familie 40.417 USD. Männer hatten ein Durchschnittseinkommen von 39.207 USD gegenüber den Frauen mit 19.654 USD. Das Prokopfeinkommen betrug 16.869 USD. 12,0 % der Bevölkerung und 9,7 % der Familien lebten unterhalb der Armutsgrenze. Davon waren 15,4 % Kinder und Jugendliche unter 18 Jahren und 6,3 % waren 65 oder älter.

## Kriminalität
Die Kriminalitätsrate hat einen Index von 386,4 Punkte. (Vergl. US-Landesdurchschnitt: 327,2 Punkte)

2004 gab es 0 Morde, 11 Vergewaltigungen, 7 Raubüberfälle, 32 tätliche Angriffe auf Personen, 160 Einbrüche, 695 Diebstähle und 42 Autodiebstähle.

## Söhne und Töchter der Stadt
- Bob Foster (1938–2015), Boxer
- Darlene Cates (1947–2017), Schauspielerin
- Roy James Holt (* 1947), experimenteller Kernphysiker
- Mike Conaway (* 1948), Politiker
- Fritz Sperberg (* 1951), Schauspieler